# Xanthorhoe umbriferata
Xanthorhoe umbriferata är en fjärilsart som beskrevs av Walker 1863. Xanthorhoe umbriferata ingår i släktet Xanthorhoe och familjen mätare. Inga underarter finns listade i Catalogue of Life.